# Chambered Cairn am Ward of Symbister Ness

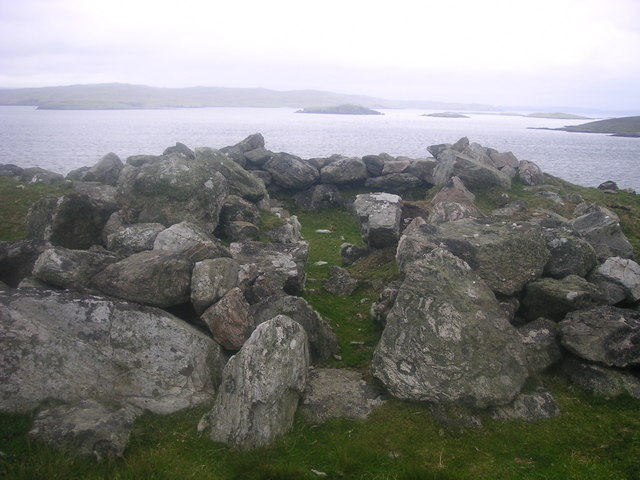
Der Cairn, Blick nach Nordwesten

Der Chambered Cairn am Ward of Symbister Ness ist eine neolithische Megalithanlage am höchsten Punkt der Landzunge Symbister Ness im Südwesten der zu den schottischen Shetlands zählenden Insel Whalsay. Er liegt etwa 400 Meter südwestlich der Symbister Bay, einer Bucht, an deren Ufer sich der historische Kern des Inselhauptortes Symbister erstreckt. Bereits der Namensbestandteil Ward verweist auf das Vorhandensein eines Cairns (eines künstlichen Hügels aus Bruchsteinen oder Geröll), auf dem Gipfel des Berges.
Es handelt sich um einen Heel-shaped Cairn, dessen Überreste aus einer bis zu 70 Zentimeter aus dem Boden ragenden Ansammlung von Steinen bestehen. In ihrer Mitte befindet sich ein neuzeitliches Steinmännchen, das vermutlich über der nicht mehr vorhandenen Grabkammer errichtet wurde. Die Anlage ist seit 1974 als Scheduled Monument ausgewiesen und steht somit unter Denkmalschutz.
Die Anlage ist als Scheduled Monument geschützt.